# Parque Buracão
O Parque Ecológico João Domingos Coelho também conhecido como Parque Buracão é um parque situado no município de Assis, no Vale do Paranapanema. 
Localizado entre as vilas Operária, Central e Santa Cecília, foi inaugurado em 01 de julho de 1999 - em um aniversário da cidade em uma área de 91.585 metros quadrados. Durante os anos 1950 até os anos 1980 em seu lugar existiu uma voçoroca - uma erosão de grandes proporções devido ao desmatamento e responsável por 60% do escoamento das águas pluviais do município no Corrego Fortuninha. Chegou nos anos 1970 ser batizado pelo Jornal da Tarde como o canyon de Assis. 
Em 1977 o Jornal da Tarde relata que processo de erosão, que havia iniciado 20 anos antes estava agravando, não suportando mais estruturas de casas, tubulações de esgoto e energia, no mesmo ano o então governador Paulo Egydio Martins encomenda estudos para solucionar o problema, o que teve um custo final de Cr$ 6 milhões. 
Possui em seu interior o Museu de Arte Primitiva - o MAPA e o Museu da Agricultura; pistas de caminhada; equipamentos para exercícios e calistenia; banheiros; jardim sensorial; quadra de basquete; orquidário e trilhas.
Em seus primeiros anos chegou a ter em seu interior uma cancha de bocha; seguranças em suas duas portarias: da Avenida Antonio Zuardi e na Rua Orozimbo Leão de Carvalho e a Secretaria do Meio Ambiente, onde hoje está instalado o Museu da Agricultura - mas esta em 2022 foi renomeada e mudou-se para o Jardim Valença